# T Pavonis
T Pavonis är en pulserande variabel av Mira Ceti-typ  i stjärnbilden Påfågeln. 
Stjärnan varierar mellan visuell magnitud +7,0 och 14,4 med en period av 243,62 dygn.